# Matelea fournieri
Matelea fournieri är en oleanderväxtart som beskrevs av G. Morillo. Matelea fournieri ingår i släktet Matelea och familjen oleanderväxter. Inga underarter finns listade i Catalogue of Life.